# Halima Abubakar
Pour les articles homonymes, voir Abubakar.
Halima Abubakar, née le 12 juin 1985 à Kano, est une actrice nigériane tournant à Nollywood. En 2011, elle est nommée comme la meilleure actrice noire par Hollywood.

## Biographie
Abubakar est née à Kano mais ses parents sont originaires de l'État de Kogi. Elle fait ses études primaires dans cette même ville avant d'aller étudier la sociologie à l'Université de Bayero.

## Carrière
Elle commence sa carrière d'actrice en 2001 en jouant un rôle mineur dans le film Rejected. Et peu après, dans Gangster Paradise, elle est le personnage principal.

## Filmographie
Elle a tourné beaucoup de films.
- Slip of Fate
- Tears of a Child
- Secret Shadows
- Gangster Paradise
- Area Mama
- Men in Love